# Дорохново (Старорусский район)
Дорохново — деревня в Старорусском муниципальном районе Новгородской области, с весны 2010 года относится к Великосельскому сельскому поселению. На 1 января 2011 года постоянное население деревни — 1 житель, число хозяйств — 1.
Деревня находится на Приильменской низменности на высоте 61 м над уровнем моря. Деревня расположена на реке Малашка, притоке Холыньи, в 6 км к югу от деревни Астрилово.

## Население
| 2010 | 2011 | 2012 | 2013 |
| ---- | ---- | ---- | ---- |
| 2    | ↘1   | ↘0   | →0   |

## История
После упразднения Новгородской губернии в 1927 году, деревня относилась к Кривецкому сельсовету Белебёлковского района Ленинградской области, а с 5 июля 1944 года Новгородской области. С 22 июля 1961 года в Старорусском районе. До весны 2010 года входила в ныне упразднённое Астриловское сельское поселение.

## Транспорт
Ближайшая железнодорожная станция расположена в Тулебле. Есть просёлочные дороги к близлежащим деревням: в Байково (2 км на северо-восток) и Кривец (9 км на юго-запад).